# Eugene Meyer
Eugene Isaac Meyer (ur. 31 października 1875 w Los Angeles, zm. 17 lipca 1959 w Mount Kisco) – amerykański finansista, przedsiębiorca, urzędnik, publicysta i wydawca prasowy pochodzenia żydowskiego, doradca Thomasa Woodrowa Wilsona, od 16 września 1930 do 10 maja 1933 5. przewodniczący Rady Gubernatorów Systemu Rezerwy Federalnej Stanów Zjednoczonych, od 1933 do 1959 właściciel dziennika The Washington Post, od czerwca do grudnia 1946 prezes Banku Światowego.
Był ojcem dwóch córek: Katharine Graham i fotograf Florence Meyer.